# Silver King (tractor)

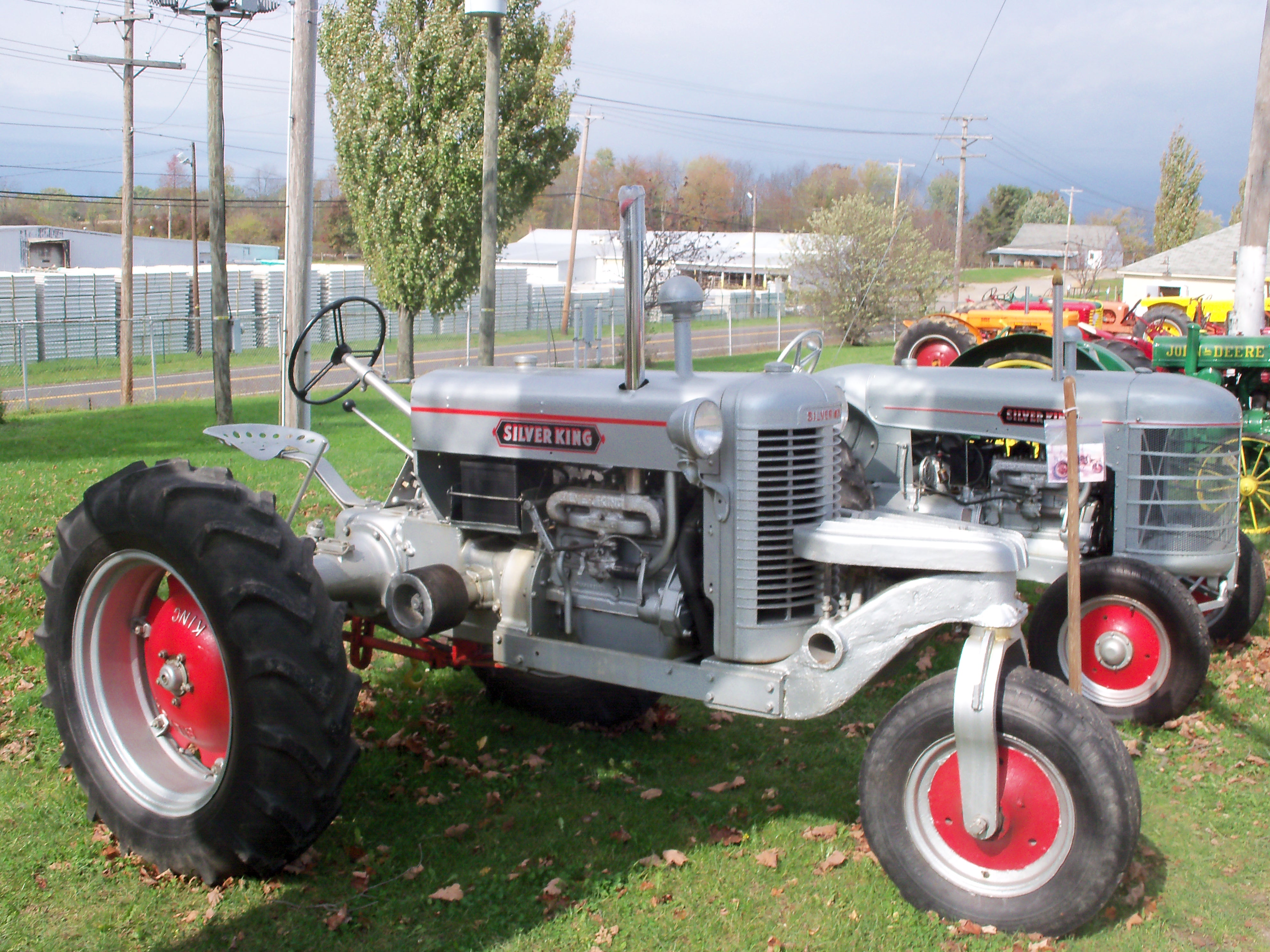
Silver King tractors

Silver King tractoren werden gemaakt in Plymouth, Ohio in de Verenigde Staten, door de Fate-Root-Heath Company.
De trekker kreeg een zilveren kleur omdat de ingenieurs goede ervaringen hadden met de roestwerende eigenschappen van zilververf.
De eerste Silver Kings werden gebouwd omstreeks 1935. 
De Silver King was een snelle trekker, standaard kon hij 40 km/u rijden en optioneel zelfs 70 km/u.
De directie verlegde in 1954 de aandacht naar de beter verkopende locomotief, een ander product uit het gamma van de Fate-Root-Heath Company. De productie werd nog even verdergezet in de Mountain State Fabricating Company in Clarksburg, West Virginia. Daar werd er na het produceren van slechts 75 exemplaren definitief mee gestopt.
In totaal werden er zo een 8.700 Silver Kings gebouwd.